# Xã Ohio, Quận Crawford, Indiana
Xã Ohio (tiếng Anh: Ohio Township) là một xã thuộc quận Crawford, tiểu bang Indiana, Hoa Kỳ. Năm 2010, dân số của xã này là 742 người.